# Amelora anthracica
Amelora anthracica là một loài bướm đêm trong họ Geometridae.